# Риттер, Николай Сергеевич
Николай Сергеевич Риттер (27 августа 1865, Полтавская губерния, Российская империя — ?) — журналист, деятель спортивного и олимпийского движения в России.

## Биография
Николай Сергеевич Риттер родился 27 августа 1865 г. в Полтавской губернии в дворянской семье. Его отцом был отставной поручик Сергей Александрович фон Риттер, матерью — София Ивановна Риттер. В январе 1888 года Николай поступил на государственную службу в Киевскую казенную палату, где дослужился до должности коллежского секретаря. В свободное от работы время занимался классической борьбой, стрельбой и фехтованием.
В марте 1896 года Николай Сергеевич уволился со службы, чтобы принять участие в Олимпийских играх в Афинах. Для того чтобы иметь средства на поездку в Грецию, он устроился корреспондентом в газету «Киевлянин». Приехав в Афины, он подаёт заявку в секретариат Олимпиады на участие в соревнованиях по греко-римской борьбе, стрельбе из карабина и фехтованию на рапирах. В своей корреспонденции из Афин он сообщил: «Русских почти нет, из участников — я один. О себе могу сообщить, что на пробном испытании по стрельбе по подвижной мишени и по борьбе я прошёл первым: все пули удачно попали в мишени, а желающих посоревноваться в борьбе удалось одолеть…». Однако накануне начала соревнований он потерял свой медальон-талисман и не стал принимать участия в состязаниях.
После Олимпиады Николай Сергеевич пропагандировал олимпийские идеи в России. Он писал статьи в газеты и журналы, выступал с лекциями. 9 апреля 1897 года он выступил совместно с П. Ф. Лесгафтом в Санкт-Петербурге с лекцией «Физическое совершенство человека, телесное развитие, охота и спорт, Олимпийские игры 1896 года».
В феврале 1897 года Риттер подаёт в Министерство народного просвещения прошение об учреждении Российского атлетического комитета «для телесного образования и народного оздоровления» с отделением «Олимпийских игр и всех спортов». Однако все его проекты были отклонены из-за отсутствия финансирования и косности чиновников.
По приглашению Пьера де Кубертена и Э. Калло Н. С. Риттер принимал участие в работе II Олимпийского конгресса в Гавре 23—31 июля 1897 г. Он был избран в несколько комиссий конгресса, выступал с докладом, в котором предлагал допустить «…профессионалов к участию в Олимпийских играх и ввести особый разряд спортсменов-профессоров (учителей по видам спорта)», которые в то время были отнесены к разряду профессионалов и лишены права и возможности участвовать в Играх.
С 1897 г. Н. С. Риттер жил в Санкт-Петербурге, где вступил в атлетическое общество графа Г. И. Рибопьера и продолжал заниматься спортом.